# Nowitna River
Der Nowitna River ist ein 455 Kilometer langer linker Nebenfluss des Yukon Rivers im US-Bundesstaat Alaska.

## Verlauf
Der Mittel- und Unterlauf des Nowitna River verläuft im Schutzgebiet Nowitna National Wildlife Refuge. Es handelt sich beim Nowitna River um einen ruhig fließenden, stark mäandrierenden Fluss.
Zuflüsse sind neben weiteren Susulatna River, Titna River, Sulatna River, Big Mud River mit seinem Nebenfluss Grand Creek, Little Mud River und Lost River.

## Name
Als Name der Ureinwohner Alaskas für den Fluss wird regional häufig „Novi“ angegeben. Eine Expedition der Western Union Telegraph Company aus dem Jahr 1867 berichtete von der Bezeichnung „Newicargut“, wobei die Endung „cargut“ Flussmündung bedeutet.

## Naturschutz
Seit 1980 sind die unteren 357 Kilometer des Nowitna Rivers als National Wild and Scenic River geschützt.